# Église Saint-Marcel (Vix)
Pour les articles homonymes, voir Église Saint-Marcel.
L'église Saint-Marcel de Vix est une église catholique située à Vix dans le département de la Côte-d'Or, en France

## Localisation
L'église Saint-Marcel est située sur la commune de Vix près de Châtillon-sur-Seine dans le département français de la Côte-d'Or au lieu-dit Mont Roussillon sur l'oppidum du Mont Lassois. Elle est église paroissiale de Vix et d'Étrochey qui ne possède plus d'église propre.

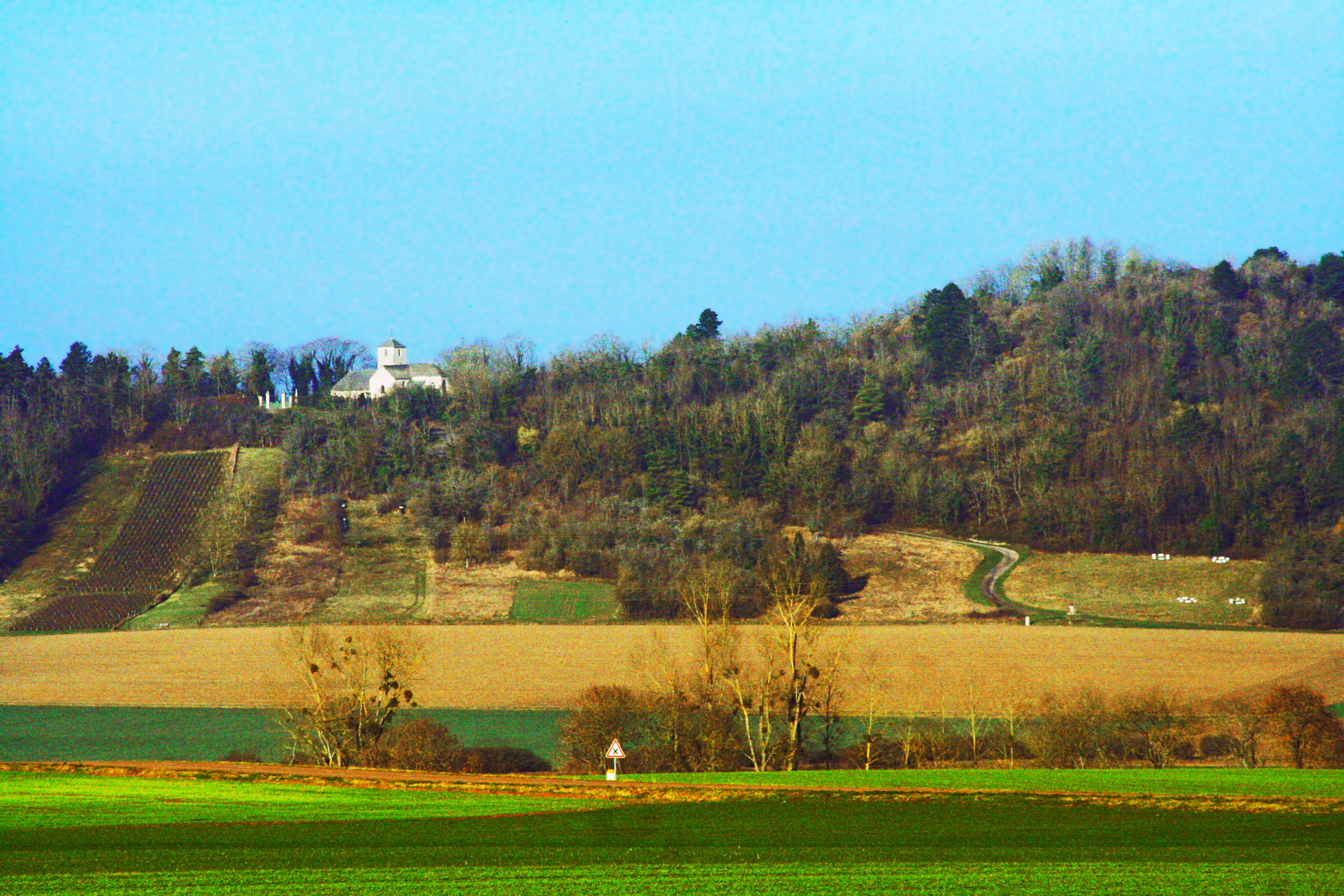

## Historique
On trouve dès 887 trace d'une abbaye Saint-Marcel au sommet du mont. Datée du XIIe siècle, l'église actuelle pourrait avoir succédé à la chapelle d’un château du IXe siècle - disparu - dû au comte palatin Girart de Roussillon, également fondateur de l'abbaye proche de Pothières et de celle de Vézelay. Elle est remaniée au XVe et au XVIe siècle.

## Description

### Architecture
Le plan de l’église, orientée nord-sud, est actuellement celui d'une croix latine. L'élévation de la nef centrale présente les caractéristiques du style roman du début du XIIe siècle avec quatre travées aveugles voûtées d'ogives en berceaux brisés et deux nefs latérales débouchant sur le transept percées de petites fenêtres.
Le bâtiment a connu de nombreux remaniements. Un des transepts a été rajouté au XIVe siècle. Le clocher carré soutenu par les piliers considérablement renforcés de la travée de la nef la plus proche du transept et le chœur pentagonal éclairé de trois baies de style flamboyant datent du XVe siècle.
À l'extérieur l'angle de la nef et du transept ouest est occupé par une grosse tour ronde. Les murs ont été bâtis avec des réemplois de sarcophages d’un proche cimetière mérovingien et tous les toits sont recouverts de laves. L'alternance de couleur des pierres n’est pas sans rappeler la basilique Sainte-Marie-Madeleine de Vézelay.

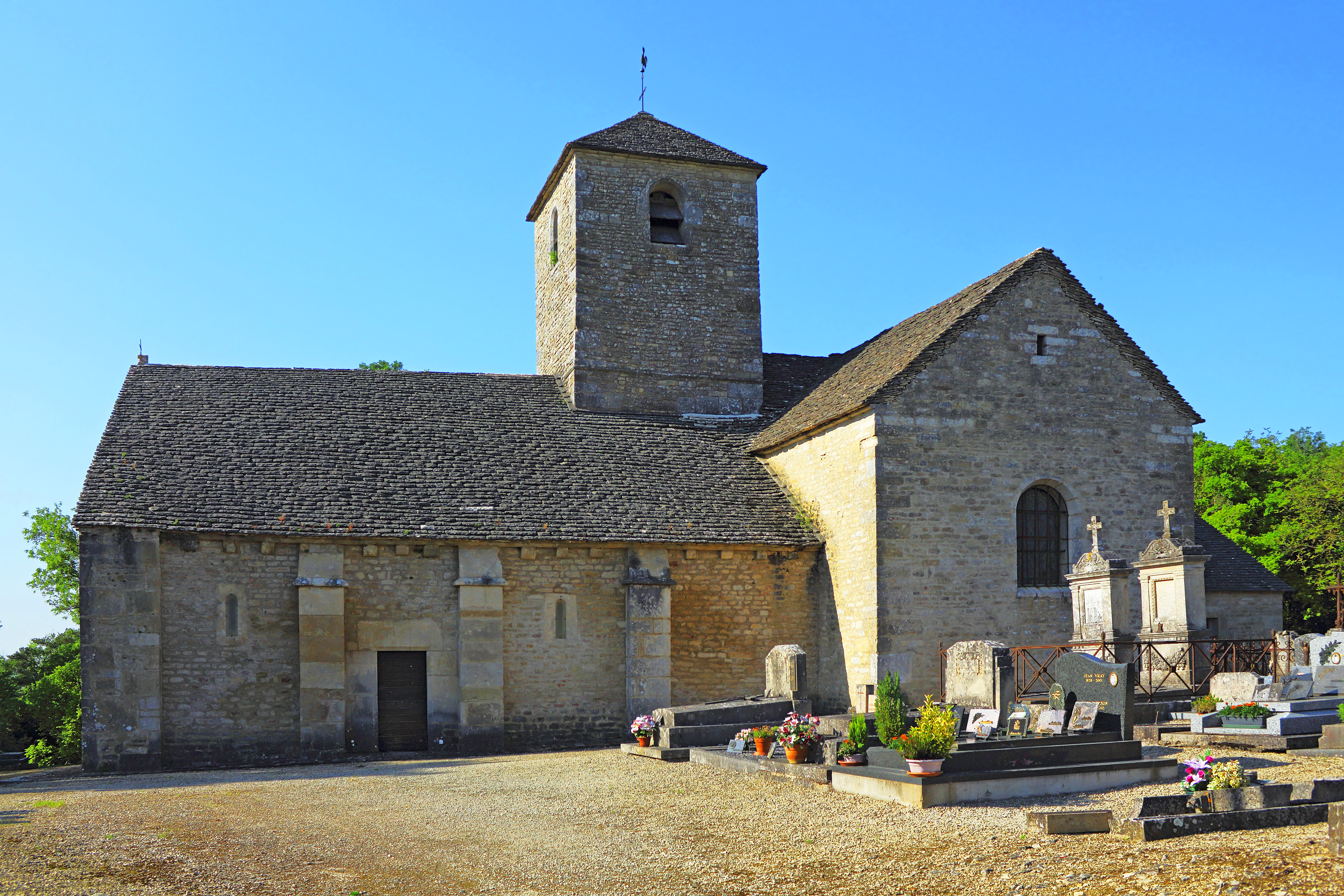
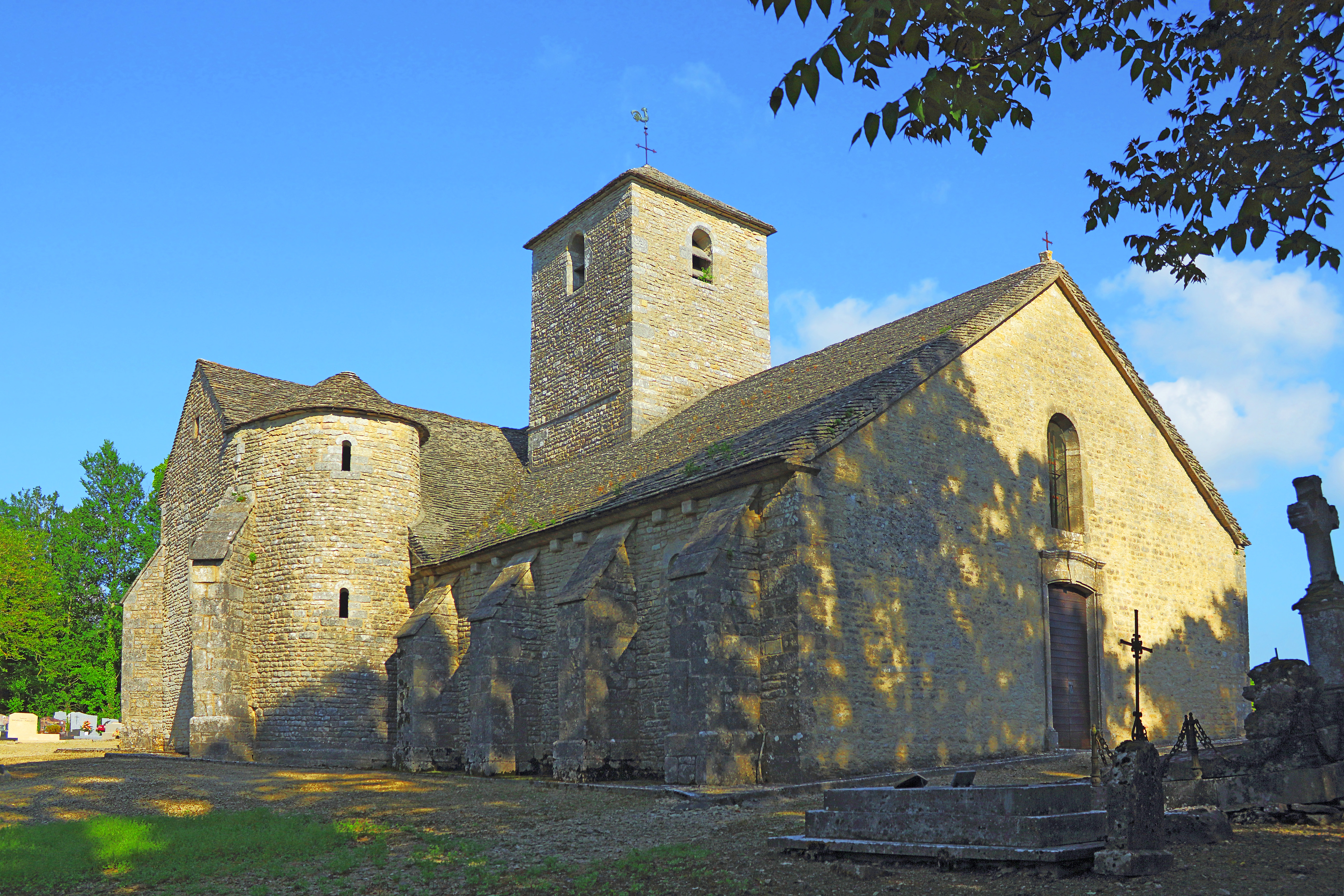
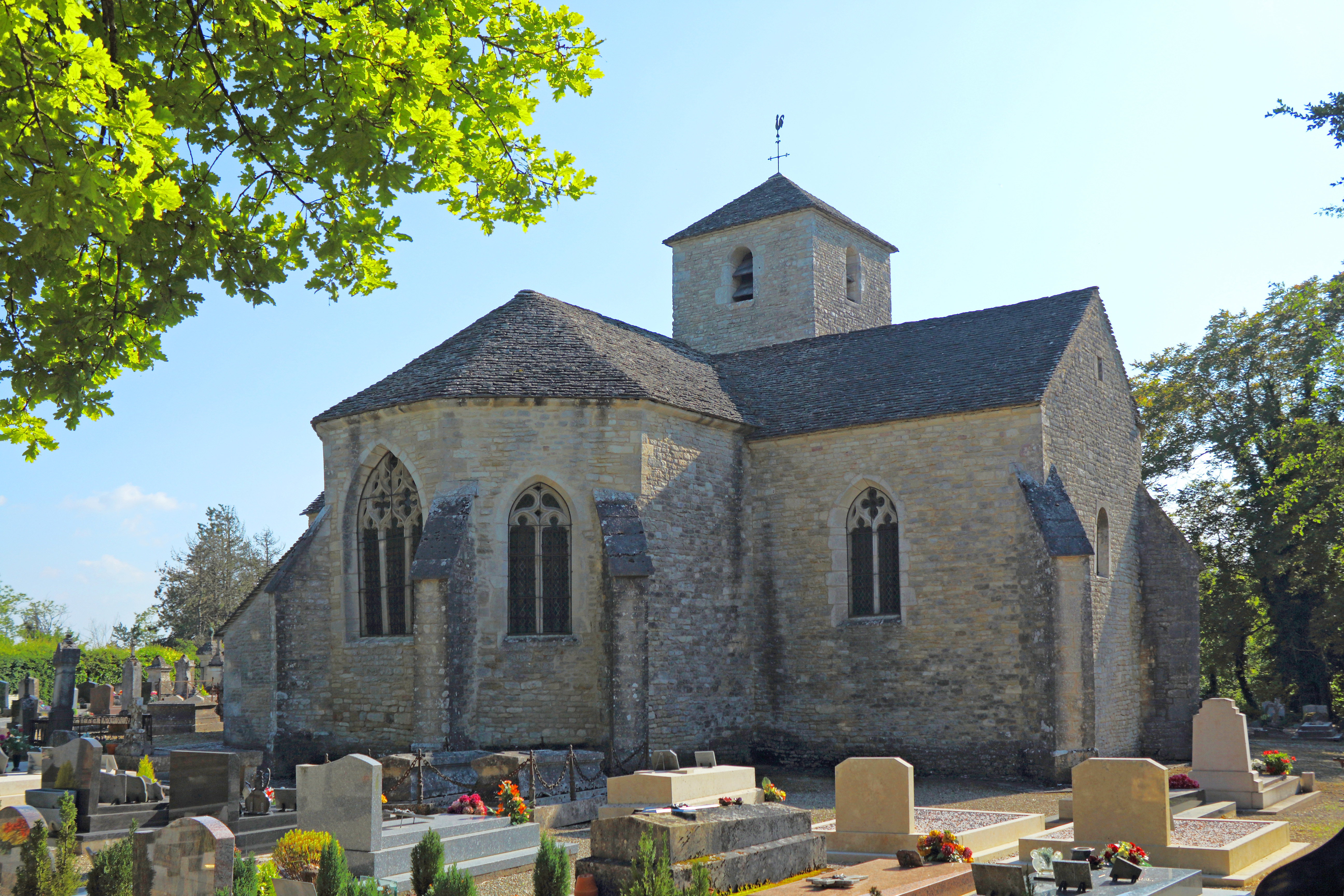

### Mobilier
- Le chœur dont le maître-autel est entouré de boiseries Louis XVI est éclairé par trois baies de style flamboyant[5].

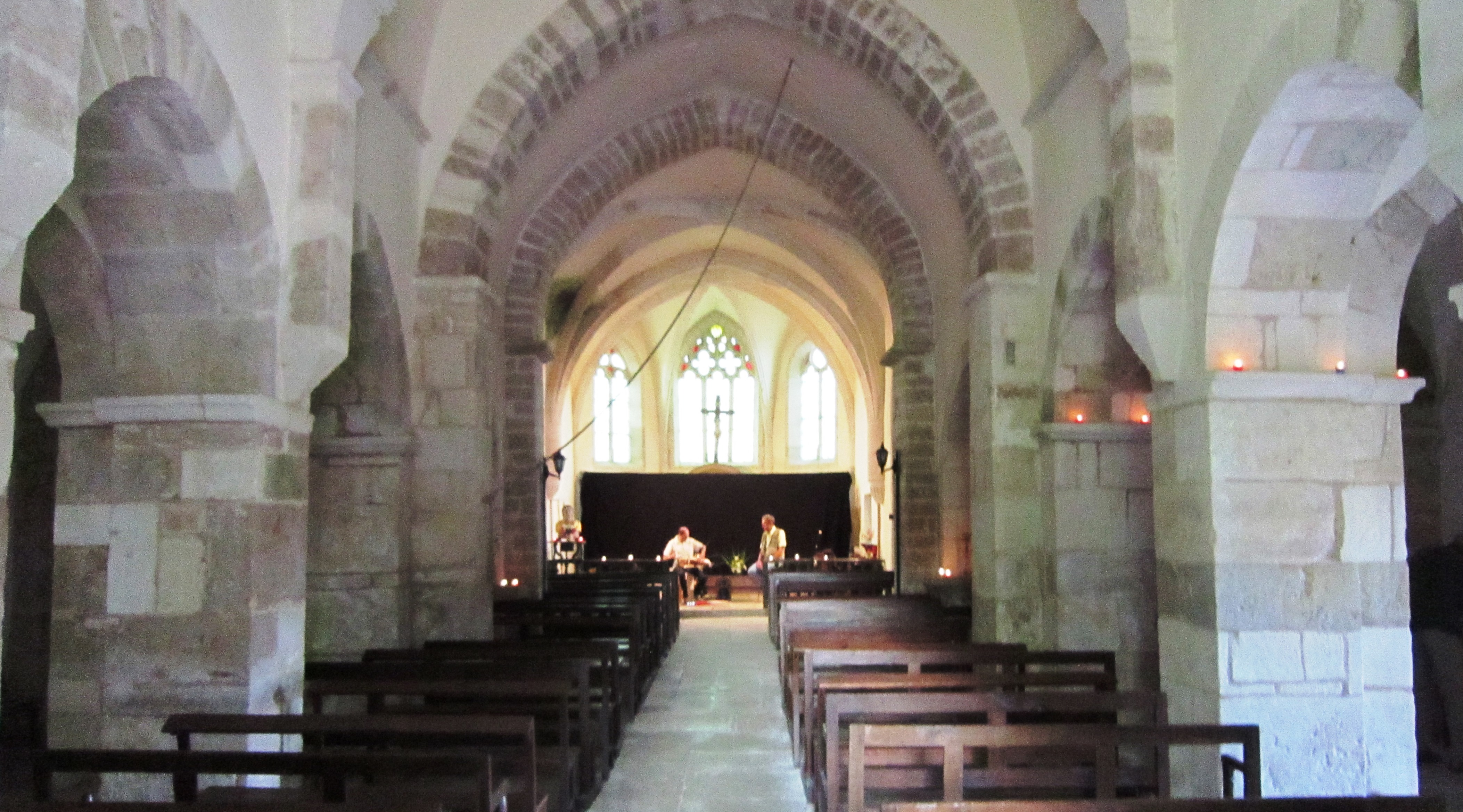

- Dans le transept ouest une fresque du XVIe siècle  Classé MH (1965) représente le miracle de la lactation de Bernard de Clairvaux survenu en l'Église Saint-Vorles de Châtillon-sur-Seine.
- Deux piscines d'ablutions sont incluses dans la muraille
- L'église possède une cloche fondue en 1824 dont le parrain est le maréchal Marmont, châtelain de Châtillon.
- Un sarcophage mérovingien est entreposé dans l'église[6].
- On note également un buste reliquaire de saint Marcel et trois statuettes polychromes dont une Vierge à l'enfant dans le transept sud.

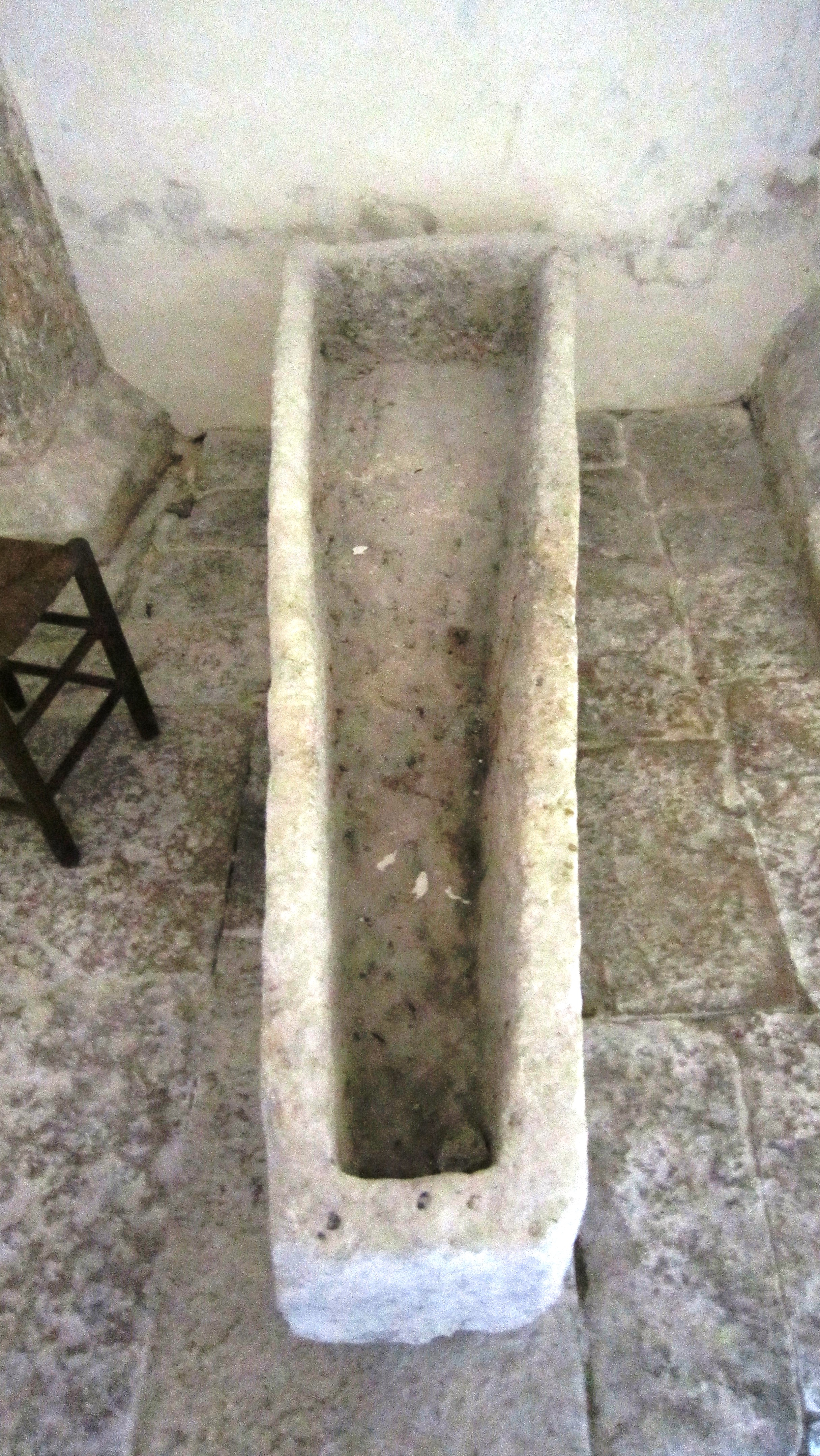
Sarcophage mérovingien
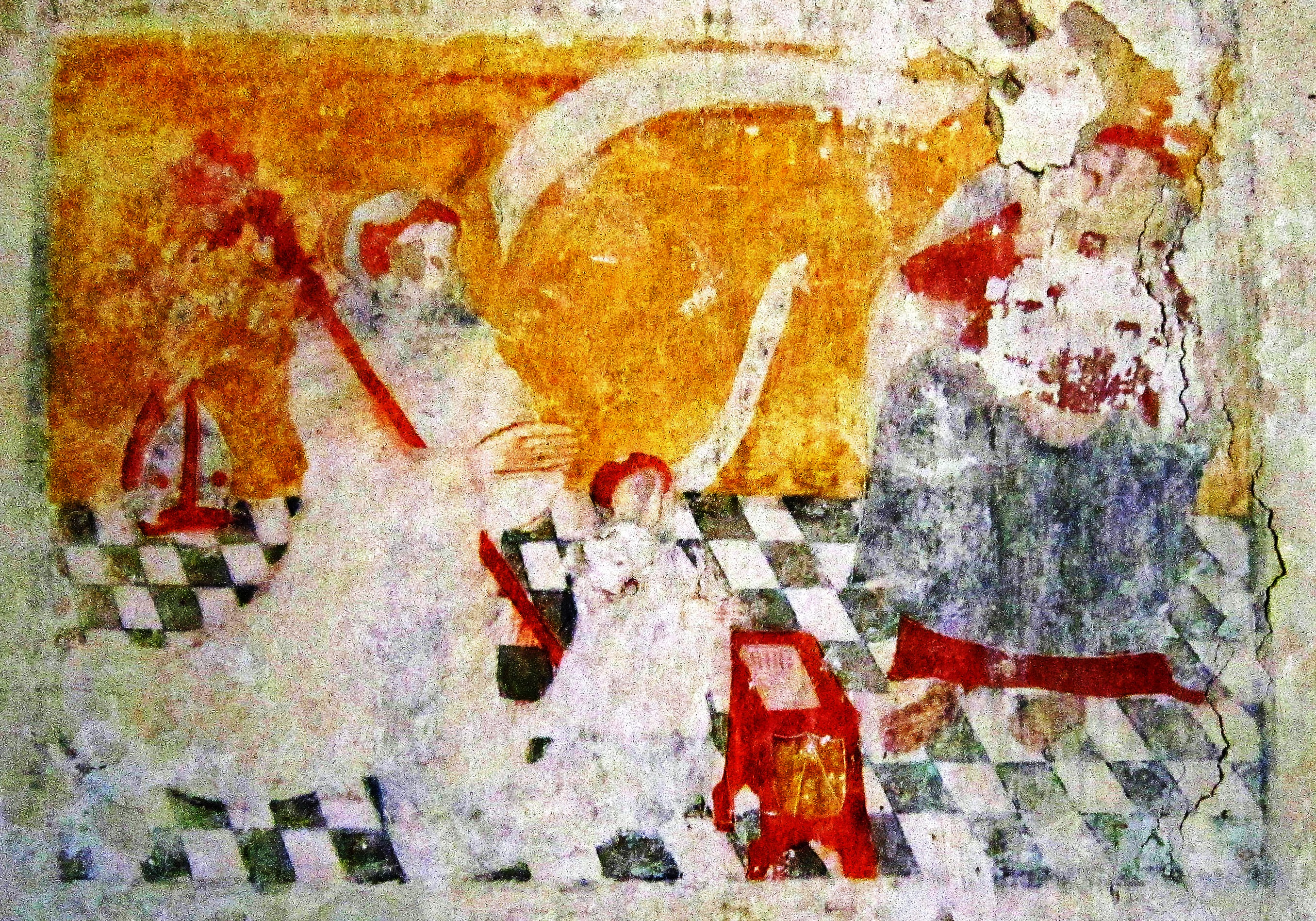
Fresque classée M.H.
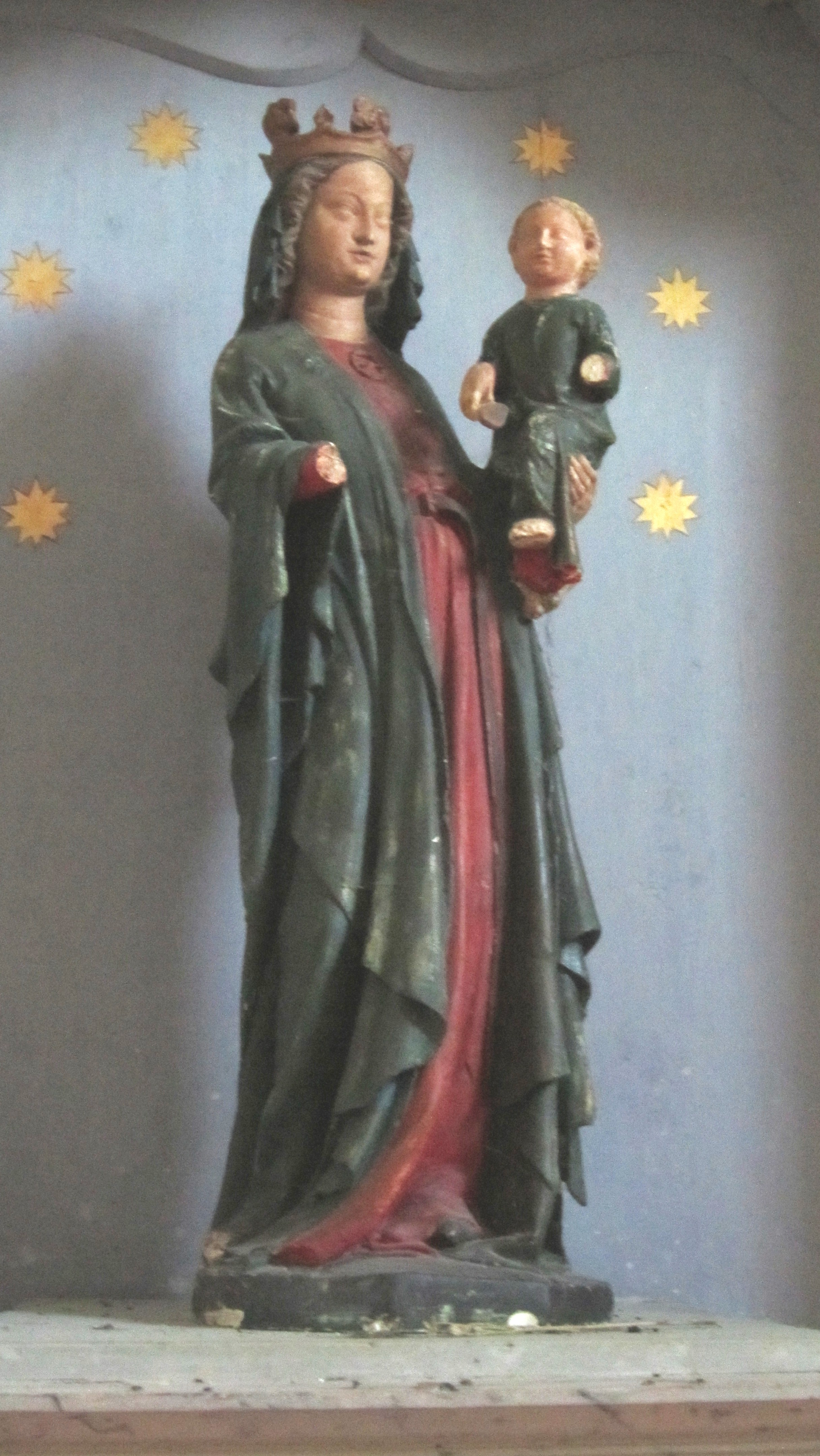
Vierge à l'enfant

## Protection
L'édifice est classée au titre des monuments historiques en 1914  Classé MH (1914)
.